# HMS Resolution (1758)
HMS Resolution (Корабль Его Величества «Резолюшн») — 74-пушечный линейный корабль
третьего ранга. Пятый корабль Королевского 
флота, названный HMS Resolution. Последний линейный корабль типа Dublin. Относился к так называемым «обычным 74-пушечным кораблям», нёс на верхней орудийной палубе 18-фунтовые пушки. Заложен в декабре 1755 года. Спущен на воду 14 декабря 1758 года на частной верфи Генри Берд в 
Нортаме. Был закончен 23 марта 1759 года но королевской верфи в Портсмуте. Был в строю всего полгода, когда в Сражении в бухте Киберон он сел на мель Ле Фоур и был разрушен.

## Служба

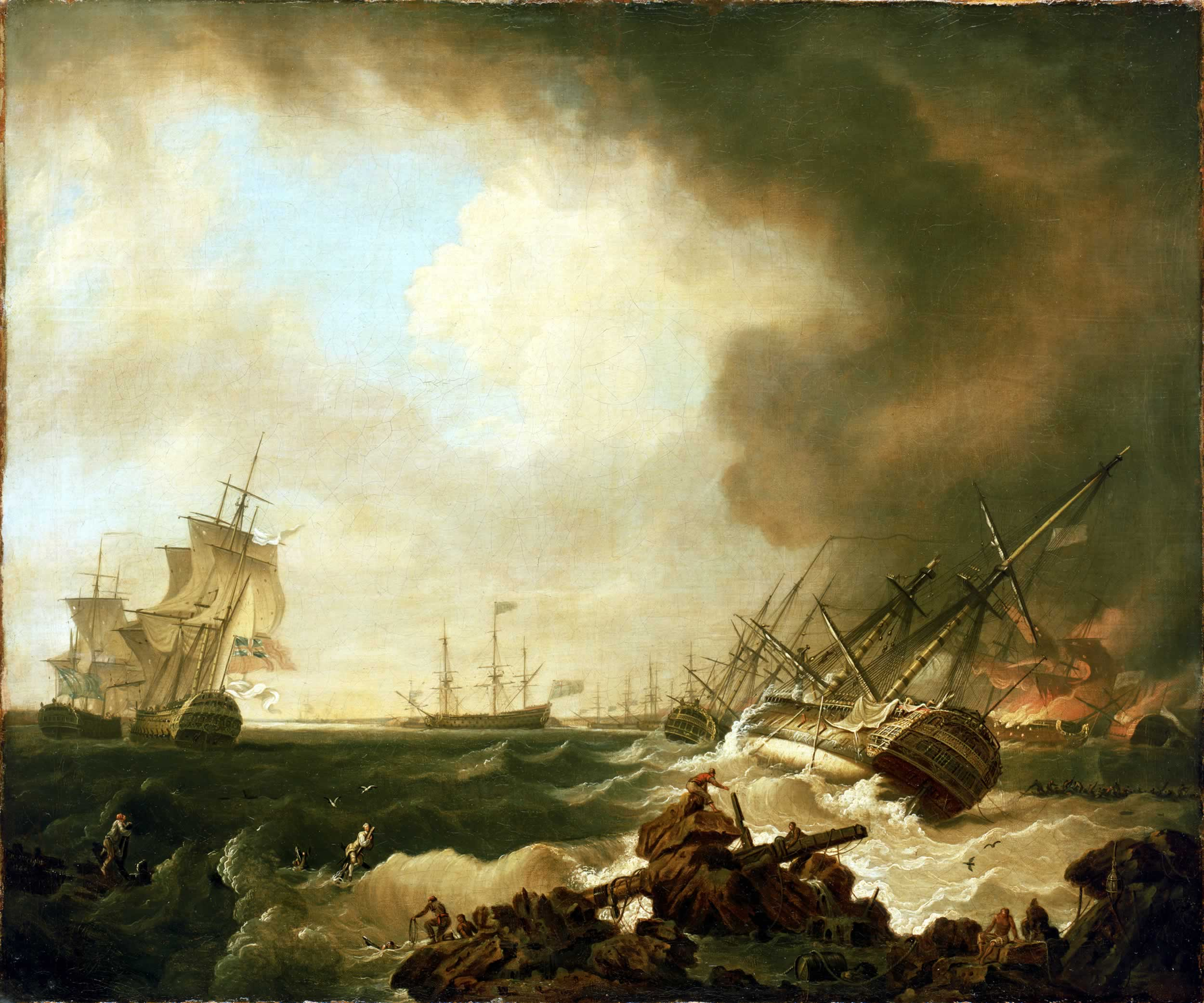
Потеря Resolution

20 ноября 1759 года Resolution, под командованием капитана Генри Спика, принял участие в Сражении в бухте Киберон, в котором британская эскадра адмирала Хоука одержала победу над французской эскадрой маршала де Конфлана. В ходе первой части боя французы потеряли 2 корабля потопленными и 2 захваченными, и укрылись в заливе у полуострова Киберон. 
Адмирал Хоук, развивая успех, вошел в бухту, потеряв при этом 2 корабля на отмели острова Ле Фоур, и атаковал укрывшийся там французский флот. В ходе второй части боя французский флот был рассеян, еще три корабля потеряно, в том числе на мелях, один захваченный сел на мель и был сожжен. Resolution принял активное участие в первой части сражения, вступив в бой с французским 80-пушечным кораблем Formidable, флагманом контр-адмирала де Верже, который вскоре спустил свой флаг. Formidable понес очень тяжелые потери, на его борту было убито более 200 человек, в том числе и сам контр-адмирал. 

## Потеря Resolution
Когда британская эскадра адмирала Хоука входила в бухту Киберон, уже наступила ночь. В условиях плохой видимости и сильного 
шторма Resolution сел на мель Ле Фоур и был совершенно разбит.